# 博布比利
博布比利（Bobbili），是印度安得拉邦Vizianagaram县的一个城镇。总人口50140（2001年）。

## 人口
该地2001年总人口50140人，其中男性25044人，女性25096人；0—6岁人口5528人，其中男2923人，女2605人；识字率63.57%，其中男性为71.50%，女性为55.65%。